# Lagoa Real
Lagoa Real är en kommun i Brasilien.   Den ligger i delstaten Bahia, i den östra delen av landet, 600 km öster om huvudstaden Brasília. Antalet invånare är 13 934.
Omgivningarna runt Lagoa Real är huvudsakligen savann. Runt Lagoa Real är det glesbefolkat, med 15 invånare per kvadratkilometer.